# Аеродром Бангкок
Међународни аеродром Суварнабуми (тај. ท่าอากาศยานสุวรรณภูมิ, енгл. Suvarnabhumi Airport) (IATA: BKK, ICAO: VTBS) се налази у предрграђу Бангкока Рача Теуа. На аеродрому су смештене базе Таи ервејез интернашонал, Бангкок ервејз, Таи ЕрАзија и веома је важна дестинација за Чајна ерлајнс, Катеј Пацифик, ЕВА ер, Ер Индија, Емирати, и Шри Ланкан ерлајнс.
Аеродром Суварнабуми има највиши контролни торањ (132,2 m) на свету, и други највећи терминал (563.000 m²) на свету (после Аеродром Хонгконг али испред Аеродром Сеул).
Аеродром Суварнабуми је отворен 15. септембра 2006.